# Бенешть (Долж)
Бенешть, Бенешті (рум. Benești) — село у повіті Долж в Румунії. Входить до складу комуни Дреготешть.
Село розташоване на відстані 160 км на захід від Бухареста, 23 км на схід від Крайови.

## Населення
За даними перепису населення 2002 року у селі проживали 424 особи, усі — румуни. Усі жителі села рідною мовою назвали румунську.